# Комісарівка (Кам'янський район)
Коміса́рівка — старовинне козацьке село в Україні, у Вишнівській селищній громаді Кам'янського району Дніпропетровської області. В минулому — центр Комісарівської волості та Комісарівської сільської ради.
Населення — 967 мешканців.

## Географія
Село Комісарівка знаходиться на березі річки Комісарівка, у яку впадає річка Балка Жовта. Вище за течією на відстані 2,5 км розташоване село Чистопіль, нижче за течією на відстані 1 км розташоване село Лозуватка. Річка в цьому місці пересихає, на ній зроблено кілька загат.

## Історія
Засновником Комісарівки є запорожський полковник Григорій Попович, а осадчим був призначений Панас Таран.
У 18 сторіччі входило до Кодацької паланки Війська Запорожського. В архівних документах того часу значиться, як «запорожская слобода Комисарка».
1754-59 й 1761-64 входило до складу Новослобідського козацького полку (на 1763 рік у складі 6 роти).
Після 1765 року Комисарівка стала центром Комисарівської паланки Запорозької Січі.
1824 року побудовано коштом сільської громади побудовано кам'яну Свято-Успенську церкву.
За даними на 1859 рік в селі було 640 дворів, у яких мешкало 3973 особи, існували 2 православні церкви, відбувалось 3 ярмарки на рік.
Станом на 1886 рік населення збільшилось до 3899 осіб, налічувалось 893 дворових господарства, працювала церква православна та єврейський молитовний будинок, 3 лавки, відбувалось 3 ярмарки на рік та базари по неділях.
За переписом 1897 року кількість мешканців зросла до 7578 осіб (3769 чоловічої статі та 3809 — жіночої), з яких всі — православної віри.
1908 року населення зросло до 10455 осіб (5789 чоловіків та 4666 жінки), налічувалось 1476 дворових господарств.

## Населення

### Мова
Розподіл населення за рідною мовою за даними перепису 2001 року:
| Мова            | Відсоток |
| --------------- | -------- |
| українська      | 93,6 %   |
| російська       | 4,9 %    |
| інші/не вказали | 1,5 %    |

## Економіка
- ТОВ «Комісарівка».

## Об'єкти соціальної сфери
- Школа.
- Дитячий садочок.
- Фельдшерсько-акушерський пункт.
- Будинок культури.

## Відомі люди
Польовий Ренат (1927) - науковець і практик скловиробництва, учасник українського правозахисного руху, автор книг.
9 квітня 1877 року тут народився святий Миколай (в миру — Феодосій Могилевський), учасник Всеукраїнського церковного собору (1918), митрополит Алма-Атинській і Казахстанський, прославлений в лику святих Собором РПЦ.